# Cadillac (metrostation)
Cadillac is een metrostation in het stadsdeel Mercier–Hochelaga-Maisonneuve van de Canadese stad Montréal. Het station werd geopend op 6 juni 1976 en wordt bediend door de groene lijn van de metro van Montréal.

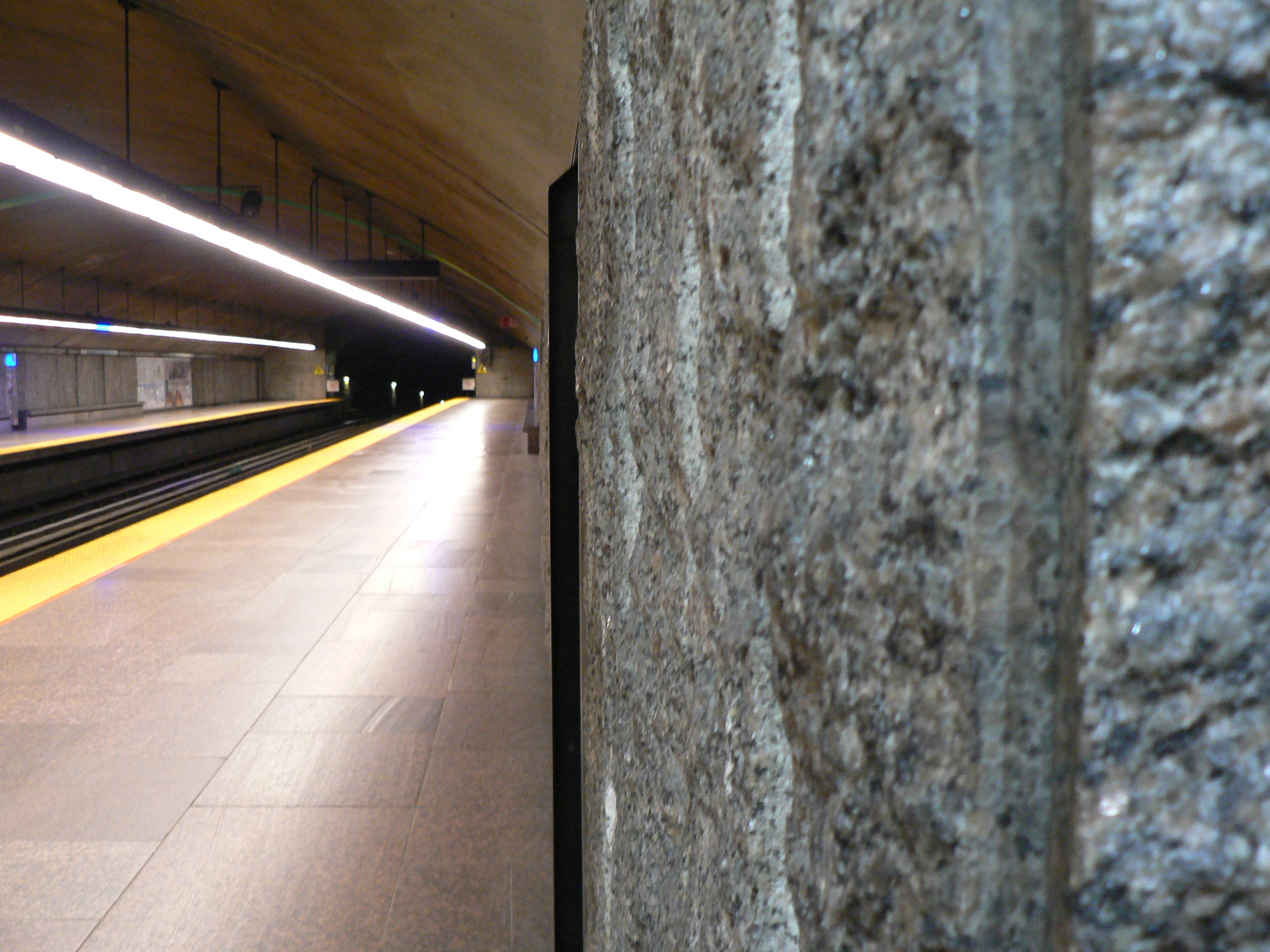